# Папа-мама гусь
Папа-мама гусь (англ. Duck Duck Goose) — полнометражный компьютерный мультфильм 2018 года совместного производства США и Китая. Премьера в Китае состоялась 9 марта 2018 года, а в России в широкий прокат фильм вышел 1 мая 2018 года.

## Сюжет
Гусь Пэм с оптимизмом относится к окружающей жизни. Также у Пэма есть девушка — Роузи, отец которой является вожаком стаи и плохо относится к выкрутасам Пэма.
Однажды начинается время миграции гусей. Пэм при неосторожном взлёте ударяется в гонг, который затем падает и прищемляет ему крыло, лишив возможности летать.
Пэм узнает, что ему нужно пешим способом добраться до того места, откуда будут взлетать гуси. При этом, ему необходимо было сопровождать утят Лили и Дака, которых он отделил от остальной стаи, направляющейся в «Долину наслаждений». На их след вышел кот, страдающий раздвоением личности.
По дороге Пэм с утятами переночевали в курятнике. При этом Пэм рано утром попытался сбежать, бросив утят, но ему не удалось.
Добравшись до места взлёта гусей, Пэм увидел, что гуси улетели без него. Пэм ругается с утятами, обвиняет их в том, что они стали ему только «обузой», и они разделяются.
Лили и Дак преодолев путь, похожий на сказку, которую рассказал им ранее Пэм, встречают стаю и воссоединяются с ними. Сам Пэм случайно оказался на краю обрыва, но его спасает белка Карл.
Карл помогает Пэму выправить сломанное крыло и делает ему протез. Пэм, вновь способный летать, отправляется в ближайшее поселение и узнаёт, что «Долина наслаждений» — ресторан, где утки главное блюдо. Устроив переполох в ресторане, Пэм спасает всех уток, включая Лили и Дака.
После спасения, на троицу нападает кот. В ходе битвы троица запускает кота в небо при помощи фейерверков.
По дороге начал падать снег. Пэм не в силах идти, но утята не соглашаются его бросить, и они сумев взлететь, несут ослабленного гуся.
Вскоре, герои добрались до только что прибывшей на зимовку стаи гусей. Пэм, встретив Роузи, признается ей, что Лили и Дак стали его «детьми».